# L.A. Woman
L.A. Woman — шестой студийный альбом американской рок-группы The Doors, выпущенный в апреле 1971 года и ставший последним, записанным группой при жизни вокалиста Джима Моррисона.
Альбом был очень успешен и входит в «500 лучших альбомов за всю историю» по версии журнала Rolling Stone (№ 362).

## Запись альбома
В период работы над альбомом Моррисон был полностью погружён в блюз; группа часто джемовала с песнями Джимми Рида.
В качестве бас-гитариста на альбоме записался Джерри Шиф, известный по сотрудничеству с Элвисом Пресли с 1969 по 1973 и с 1975 по 1977 год.
«Hyacinth House» — лёгкая песня, основанная на летнем визите Моррисона к чете Кригер, вместе со своим другом. В тексте отражены игра в карты и гигантские гиацинты, средь которых бегали кошки и ручная рысь Бобби (лирически превращённые во львов).

## Список композиций
| #  | Оригинальное название                   | Перевод                                                                          | Музыка / Слова                      | Время |
| -- | --------------------------------------- | -------------------------------------------------------------------------------- | ----------------------------------- | ----- |
| 1  | The Changeling                          | Подменыш                                                                         | Денсмор, Кригер, Манзарек, Моррисон | 4:20  |
| 2  | Love Her Madly                          | Любишь её безумно                                                                | Денсмор, Кригер, Манзарек, Моррисон | 3:18  |
| 3  | Been Down So Long                       | Так долго было плохо                                                             | Денсмор, Кригер, Манзарек, Моррисон | 4:40  |
| 4  | Cars Hiss by My Window                  | За моим окном шумят машины                                                       | Денсмор, Кригер, Манзарек, Моррисон | 4:10  |
| 5  | L.A. Woman                              | Женщина из Лос-Анджелеса                                                         | Денсмор, Кригер, Манзарек, Моррисон | 7:49  |
| 6  | L'America                               | ЛАмерика                                                                         | Денсмор, Кригер, Манзарек, Моррисон | 4:35  |
| 7  | Hyacinth House                          | Гиацинтовый дом                                                                  | Денсмор, Кригер, Манзарек, Моррисон | 3:10  |
| 8  | Crawling King Snake                     | Ползучий царь-змей                                                               | Джон Ли Хукер                       | 4:57  |
| 9  | The WASP [Texas Radio and the Big Beat] | 100 % американец / Белый англо-саксонский протестант [Техасское радио и биг-бит] | Денсмор, Кригер, Манзарек, Моррисон | 4:12  |
| 10 | Riders on the Storm                     | Оседлавшие бурю                                                                  | Денсмор, Кригер, Манзарек, Моррисон | 7:14  |

Примечания: В оригинальной версии полноформатной пластинки первая сторона содержит треки 1-5; вторая сторона — 6-10.

## Участники записи
- Джим Моррисон — вокал.
- Рэй Манзарек — клавишные, гитара (3)
- Робби Кригер — гитара.
- Джон Денсмор — ударные.

приглашённые музыканты
- Марк Бенно — ритм-гитара (3, 4, 5, 8)
- Джерри Шиф — бас-гитара

## Переиздания
- 1999 — часть The Complete Studio Recordings
- 2000 — 5.1-версия
- 2006 — мультимедийная версия, часть комплекта Perception
- 2012 — расширенное издание
- 2021 — 50th Anniversary Edition (переиздание к 50-летию альбома)